# Mia Mia
Mia Mia is een plaats in de Australische deelstaat Victoria en telt 200 (schatting) inwoners (2006).